# Temporada 1927-1928 del FC Barcelona
Les dades més destacades de la temporada 1927-1928 del Futbol Club Barcelona són les següents:

## Fets destacats[1]
El FC Barcelona guanya el Campionat de Catalunya amb un partit de desempat contra el CE Europa i el Torneig de Campions, que fou un primer intent de crear un Campionat de Lliga provocat per la professionalització del futbol.
També va guanyar el Campionat d'Espanya amb l'heroic triomf a la final de Santander davant la Reial Societat, i que va considerar-se la major gesta del club en la seva història durant moltes dècades posteriors. En la final hi va haver ferits, cops de culata de la Guàrdia Civil i carreres del públic. En un moment desesperat, Plattko va ser escomès tan furiosament pels de la Real que va quedar ensangonat, sense sentit, a pocs metres de la línea, però amb la pilota entre els seus braços, i va reaparèixer de nou amb el cap emvenat el cap. Posteriorment Rafael Alberti va escriure el poema dedicat al porter barcelonista: "Oda a Platko".
Després de dos empats, la final se suspèn per la participació de la Selecció espanyola als Jocs Olímpics i el 29 de juny es juga el tercer partit, amb triomf del FC Barcelona per 3-1 i una exhibició de Llorens. La rebuda als campions va ser apoteòsica.
La temporada va començar amb un cisme entre els grans equips espanyols que van crear la Unión de Clubes Españoles de foot-ball i la RFEF, que va provocar la creació de dos Campionats de Lliga paral·lels, el Torneig dels Campions format pels grans equips que havien sigut campions d'Espanya, i la Lliga Maximalista organitzada per la Federació i que no es va arribar a finalitzar. La temporada següent, es crearia l'actual Campionat de Lliga.

## Plantilla[3][4]
|     |                      |      | Total | Total | Campionat de Catalunya | Campionat de Catalunya | Campionat d'Espanya | Campionat d'Espanya | Torneig dels Campions | Torneig dels Campions |
| P   | Jugador              | País | PT    | Gols  | PT                     | Gols                   | PT                  | Gols                | PT                    | Gols                  |
| --- | -------------------- | ---- | ----- | ----- | ---------------------- | ---------------------- | ------------------- | ------------------- | --------------------- | --------------------- |
| POR | Ramon Llorens        |      | 21    | -27   | 10                     | -6                     | 8                   | -18                 | 3                     | -3                    |
| POR | Franz Platko         |      | 17    | -23   | 5                      | -5                     | 7                   | -8                  | 5                     | -10                   |
| POR | Jaume Hospital       |      | 1     | -2    |                        |                        | 1                   | -2                  |                       |                       |
| DEF | Enric Mas            |      | 39    | 3     | 15                     |                        | 17                  | 3                   | 7                     |                       |
| DEF | Emil Walter          |      | 38    | 4     | 13                     | 2                      | 17                  | 1                   | 8                     | 1                     |
| DEF | Baldiri Elias        |      | 1     |       | 1                      |                        |                     |                     |                       |                       |
| DEF | Joaquim Muntané      |      | 2     |       | 1                      |                        |                     |                     | 1                     |                       |
| DEF | Domènec Massagué     |      | 0     |       |                        |                        |                     |                     |                       |                       |
| MIG | Domènec Carulla      |      | 40    | 2     | 15                     | 1                      | 17                  |                     | 8                     | 1                     |
| MIG | José Carlos Castillo |      | 37    | 1     | 15                     |                        | 16                  | 1                   | 6                     |                       |
| MIG | Andreu Bosch         |      | 22    |       | 11                     |                        | 5                   |                     | 6                     |                       |
| MIG | Ramón Torralba       |      | 4     |       | 1                      |                        | 2                   |                     | 1                     |                       |
| MIG | Joaquim Roig         |      | 0     |       |                        |                        |                     |                     |                       |                       |
| MIG | Cristòfol Martí      |      | 0     |       |                        |                        |                     |                     |                       |                       |
| MIG | Agustí Sancho        |      | 2     |       |                        |                        |                     |                     | 2                     |                       |
| MIG | Pere Ponsa           |      | 0     |       |                        |                        |                     |                     |                       |                       |
| DAV | Vicenç Piera         |      | 34    | 9     | 12                     | 3                      | 15                  | 4                   | 7                     | 2                     |
| DAV | Josep Samitier       |      | 30    | 39    | 10                     | 13                     | 15                  | 21                  | 5                     | 5                     |
| DAV | Josep Sastre         |      | 28    | 26    | 7                      | 9                      | 15                  | 11                  | 6                     | 6                     |
| DAV | Emili Sagi           |      | 26    | 1     | 11                     |                        | 9                   | 1                   | 6                     |                       |
| DAV | Ángel Arocha         |      | 22    | 16    | 8                      | 7                      | 9                   | 7                   | 5                     | 2                     |
| DAV | Joan Ramon           |      | 19    | 18    | 11                     | 14                     | 5                   | 1                   | 3                     | 3                     |
| DAV | Patrici Arnau        |      | 17    | 10    | 5                      | 3                      | 9                   | 5                   | 3                     | 2                     |
| DAV | Antonio García       |      | 16    | 5     | 7                      | 4                      | 6                   | 1                   | 3                     |                       |
| DAV | Manuel Parera        |      | 15    | 2     | 7                      | 1                      | 5                   |                     | 3                     | 1                     |
| DAV | Ramon Guzman         |      | 9     |       |                        |                        | 9                   |                     |                       |                       |
| DAV | Ramon Parera         |      | 0     |       |                        |                        |                     |                     |                       |                       |

## Classificació
| Competició             | Pos. | P  | PG | PE | PP | GF | GC | Campió       |
| ---------------------- | ---- | -- | -- | -- | -- | -- | -- | ------------ |
| Campionat de Catalunya | 1r   | 15 | 13 | 0  | 2  | 57 | 11 | FC Barcelona |
| Campionat d'Espanya    | C    | 17 | 11 | 5  | 1  | 57 | 26 | FC Barcelona |
| Torneig dels Campions  | 1r   | 8  | 6  | 1  | 1  | 23 | 13 | FC Barcelona |

## Resultats
| Amistosos |

| 8 setembre 1927 | UE Sants | 1 - 2 | FC Barcelona   | Barcelona          |  |
|                 |          |       | Segura · Ramon | Sants · Pellicer · |  |

| 25 setembre 1927 | CE Europa | 2 - 1 | FC Barcelona | Barcelona               |  |
|                  |           |       | Sancho       | El Guinardó · Vilalta · |  |

| 8 desembre 1927 | Zaragoza CD | 1 - 3 | FC Barcelona  | Saragossa |  |
|                 |             |       | Bosch · Arnau | Adrados · |  |

| 25 desembre 1927 | FC Barcelona                                | 5 - 2 | FK Viktoria Žižkov | Barcelona             |  |
|                  | Samitier 2' 20' 49' · Sagi 11' · Arocha 85' |       |                    | Les Corts · Villena · |  |

| 26 desembre 1927 | FC Barcelona | 1 - 0 | FK Viktoria Žižkov | Barcelona             |  |
|                  | Ramon 16'    |       |                    | Les Corts · Arribas · |  |

| 8 gener 1928          | Gimnàstic Futbol Club | 3 - 0 | FC Barcelona | Barcelona                |  |
| Avinguda de Catalunya |                       |       |              | Tarragona · Villasevil · |  |

| 22 abril 1928 | FC Barcelona | 4 - 1 | Argentina | Barcelona              |  |
|               | Arocha       |       |           | Les Corts · Martinez · |  |

| 29 abril 1928 | FC Barcelona                           | 4 - 2 | Iluro SC | Barcelona   |  |
|               | Tonijuan · Pinilla · Segura · A.Garcia |       |          | Les Corts · |  |

| 6 maig 1928 | CF Badalona | 8 - 2 | FC Barcelona                  | Barcelona            |  |
|             |             |       | Ramon · Borras equip contrari | Badalona · Vilalta · |  |

| 6 maig 1928 | UE Figueres | 4 - 3 | FC Barcelona              | Barcelona          |  |
|             |             |       | Altes · Segura · Tonijuan | Figueres · Pujol · |  |

| 20 maig 1928 | FC Barcelona | 1 - 4 | Real Unión | Barcelona             |  |
|              | Segura       |       |            | Les Corts · Villena · |  |

| 27 maig 1928 | FC Barcelona   | 2 - 2 | Reial Madrid | Barcelona                     |  |
|              | Ramon · Arocha |       |              | Camp de les Corts · Vilalta · |  |

| 3 juny 1928 | Reial Madrid | 1 - 1 | FC Barcelona | Chamartín de la Rosa           |  |
|             |              |       | Arocha       | Estadi de Chamartín · Melcon · |  |

| 3 juny 1928 | FC Barcelona   | 4 - 0 | Gimnàstic Futbol Club | Barcelona           |  |
|             | Ramon · Parera |       |                       | Les Corts · Sauri · |  |

| 10 juny 1928 | FC Barcelona               | 5 - 2 | Royale Union Saint-Gilloise | Barcelona             |  |
|              | Sastre · Samitier · Arocha |       |                             | Les Corts · Llovera · |  |

| 12 juny 1928 | FC Barcelona                               | 4 - 0 | Royale Union Saint-Gilloise | Barcelona            |  |
|              | Ramon 18' 61' · A.Garcia 26' · Barcelo 78' |       |                             | Les Corts · Marine · |  |

| 17 juny 1928 | FC Barcelona              | 3 - 5 | CE Europa | Barcelona             |  |
|              | Parera · Piera · Samitier |       |           | Les Corts · Vilalta · |  |

| 24 juny 1928 | FC Barcelona                                   | 8 - 1 | Unió Esportiva Sant Andreu | Barcelona              |  |
|              | Parera · A.Garcia · Pedrol · Parera II · Arnau |       |                            | Les Corts · Comorera · |  |

| 1 juliol 1928 | FC Barcelona       | 3 - 1 | UE Sants | Barcelona              |  |
|               | Samitiera · Sastre |       |          | Les Corts · Comorera · |  |

| 4 agost 1928 | Argentina | 3 - 1 | FC Barcelona | Buenos Aires |  |
|              |           |       | Samitiera    |              |  |

| 5 agost 1928 | Argentina | 0 - 0 | FC Barcelona | Buenos Aires |  |
|              |           |       |              |              |  |

| 11 agost 1928 | Independiente de Avellaneda | 4 - 1 | FC Barcelona | Buenos Aires |  |
|               |                             |       | Regueiro     |              |  |

| 15 agost 1928 | Argentina | 1 - 0 | FC Barcelona | Buenos Aires |  |
|               |           |       |              |              |  |

| 18 agost 1928 | Boca Juniors | 1 - 2 | FC Barcelona | Buenos Aires |  |
|               |              |       | Sastre       |              |  |

| 19 agost 1928 | Lliga Rosarina | 4 - 0 | FC Barcelona | Rosario |  |
|               |                |       |              |         |  |

| 26 agost 1928 | Peñarol | 1 - 1 | FC Barcelona | Montevideo |  |
|               |         |       | Samitier     |            |  |

| 1 setembre 1928 | Nacional | 3 - 0 | FC Barcelona | Montevideo |  |
|                 |          |       |              |            |  |

| Torneig de Campions |

| 9 setembre 1927 | Real Unión                         | 3 - 3 | FC Barcelona                          | Irun                                    |  |
|                 | Alza 3' · Echeveste 8' · Errazquin |       | Sastre 28' · Samitier 51' · Piera 59' | Stadium Gal · Fausto Martín (Biscaia) · |  |

| 11 setembre 1927 | Arenas                        | 2 - 3 | FC Barcelona                  | Getxo                            |  |
|                  | Gurruchaga 71' · Críspulo 87' |       | Samitier 19' 42' · Arocha 38' | Estadio de Ibaiondo · Escartin · |  |

| 18 setembre 1927 | FC Barcelona | 2 - 1 | Reial Societat | Barcelona                     |  |
|                  | Arnau 6' 27' |       | Cholín         | Camp de les Corts · Vilalta · |  |

| 24 setembre 1927 | FC Barcelona                                              | 6 - 3 | Real Unión                   | Barcelona                      |  |
|                  | Sastre 13' · Samitier 15' · Walter 33' · Carulla · Arocha |       | Echeveste · Sagarzazu · Alza | Camp de les Corts · Escartin · |  |

| 12 octubre 1927 | FC Barcelona             | 4 - 1 | Arenas  | Barcelona                    |  |
|                 | Samitier 16' · Ramon 87' |       | Anduiza | Camp de les Corts · Melcon · |  |

| 1 novembre 1927 | FC Barcelona                | 3 - 1 | Athletic Club | Barcelona                      |  |
|                 | Sastre 75' 90' · Parera 78' |       | Calero        | Camp de les Corts · Escartín · |  |

| 21 febrer 1928 | Athletic Club | 0 - 1 | FC Barcelona | Bilbao                           |  |
|                |               |       | Sastre       | Estadi de San Mamés · Escartin · |  |

| 19 març 1928 | Reial Societat   | 2 - 1 | FC Barcelona | Sant Sebastià               |  |
|              | Yurrita · Kiriki |       | Piera        | Estadi d'Atotxa · Saracho · |  |

| 27 maig 1928 | FC Barcelona | punts cedits | Reial Madrid | Barcelona                     |  |
|              |              |              |              | Camp de les Corts · Vilalta · |  |

| 3 juny 1928 | Reial Madrid | punts cedits | FC Barcelona | Chamartín de la Rosa           |  |
|             |              |              |              | Estadi de Chamartín · Melcon · |  |

- El Real Madrid va cedir els punts, i es van jugar partits amistosos en el seu lloc.

| Campionat de Catalunya |

| 9 octubre 1927 | CD Europa | 2 - 1 | FC Barcelona | Barcelona                   |  |
| Jornada 1      | Cros ·    |       | Arocha       | Camp del Guinardó · Brias · |  |

| 16 octubre 1927 | FC Barcelona              | 6 - 0 | US Sants | Barcelona           |  |
| Jornada 2       | Samitier · Ramon · García |       |          | Camp de les Corts · |  |

| 23 octubre 1927 | FC Barcelona                    | 3 - 1 | CS Sabadell | Barcelona                                |  |
| Jornada 3       | García 30' · Walter · Ramon 60' |       | Virgili 42' | Camp de les Corts · 45.000 espectadors · |  |

| 30 octubre 1927 | Terrassa FC | 0 - 1 | FC Barcelona | Terrassa |  |
| Jornada 4       |             |       | García 21'   |          |  |

| 6 novembre 1927 | FC Barcelona                                    | 6 - 1 | FC Badalona | Barcelona           |  |
| Jornada 5       | Ramon 13' 60' · Sastre 16' 30' 71' · Arocha 58' |       | Forgas 50'  | Camp de les Corts · |  |

| 13 novembre 1927 | RCD Espanyol     | 2 - 1 | FC Barcelona | Barcelona                   |  |
| Jornada 6        | Padrón · Estrada |       | Arocha       | Estadi de Sarrià · Melcon · |  |

| 20 novembre 1927 | FC Barcelona                                       | 9 - 1 | FC Gràcia | Barcelona                  |  |
| Jornada 7        | Walter · Carulla · Piera · Ramon · Sastre · García |       | Roig      | Camp de les Corts · Ribé · |  |

| 27 novembre 1927 | FC Barcelona      | 3 - 2 | CD Europa        | Barcelona                     |  |
| Jornada 8        | Samitier · García |       | Bestit · Ciordia | Camp de les Corts · Villena · |  |

| 4 desembre 1927 | US Sants | 1 - 6 | FC Barcelona                      | Barcelona                          |  |
| Jornada 9       | Gol      |       | Ramon · Piera · Samitier · Arocha | Camp del carrer Galileu · Mariné · |  |

| 11 desembre 1927 | CS Sabadell | 0 - 4 | FC Barcelona              | Sabadell               |  |
| Jornada 10       |             |       | Ramon · Arocha · Samitier | Camp de la Creu Alta · |  |

| 18 desembre 1927 | FC Barcelona   | 3 - 0 | Terrassa FC | Barcelona           |  |
| Jornada 11       | Arnau · Sastre |       |             | Camp de les Corts · |  |

| 1 gener 1928 | FC Badalona | 0 - 4 | FC Barcelona            | Badalona |  |
| Jornada 12   |             |       | Sastre · Arnau · Parera |          |  |

| 15 gener 1928 | FC Barcelona      | 2 - 1 | RCD Espanyol | Barcelona                      |  |
| Jornada 13    | Samitier · Arocha |       | Vilar        | Camp de les Corts · Menchaca · |  |

| 22 gener 1928 | FC Gràcia | 0 - 7 | FC Barcelona              | Barcelona |  |
| Jornada 14    |           |       | Samitier · Ramon · Arocha |           |  |

| 29 gener 1928 | FC Barcelona | 1 - 0 | CD Europa | Barcelona                    |  |
| Desempat      | Ramon        |       |           | Camp de les Corts · Martín · |  |

| Campionat d'Espanya |

| 5 febrer 1928 | FC Barcelona                  | 4 - 1 | Iberia SC | Barcelona                              |  |
| Jornada 1     | García 20' · Arnau · Samitier |       | Echenique | Camp de les Corts · Montero (Madrid) · |  |

| 12 febrer 1928 | FC Barcelona             | 4 - 1 | Reial Societat | Barcelona                                          |  |
| Jornada 2      | Sastre · Sagi · Samitier |       | Gol            | Camp de les Corts · Vallana Jeanguenat (Biscaia) · |  |

| 19 febrer 1928 | CD Europa        | 2 - 3 | FC Barcelona                 | Barcelona                                     |  |
| Jornada 3      | Xifreu · Alcázar |       | Samitier · Castillo · Sastre | Camp del Guinardó · Escartín Morán (Madrid) · |  |

| 26 febrer 1928 | CD Patria Aragón | 1 - 3 | FC Barcelona               | Saragossa |  |
| Jornada 4      | Lakatos 35'      |       | Ramon 10' · Arocha 22' 30' | Murguia · |  |

| 4 març 1928 | FC Barcelona             | 4 - 4 | Real Unión Club                 | Barcelona                                                   |  |
| Jornada 5   | Samitier 78' · Piera 55' |       | Regueiro 28' · Errazquin · Alza | Camp de les Corts · 45.000 espectadors · Montero (Madrid) · |  |

| 11 març 1928 | Iberia SC | 0 - 1 | FC Barcelona | Saragossa           |  |
| Jornada 6    |           |       | Mas          | Campo de Torrereo · |  |

| 18 març 1928 | Reial Societat                  | 5 - 4 | FC Barcelona         | Sant Sebastià                                                         |  |
| Jornada 7    | Cholín 41' · Mariscal · Yurrita |       | Piera · Sastre · Mas | Estadi d'Atotxa · 15.000 espectadors · Vallana Jeanguenat (Biscaia) · |  |

| 25 març 1928 | FC Barcelona      | 2 - 2 | CD Europa        | Barcelona                     |  |
| Jornada 8    | Samitier · Arocha |       | Alcázar · Peidró | Camp de les Corts · Saracho · |  |

| 1 abril 1928 | FC Barcelona                               | 7 - 0 | CD Patria Aragón | Barcelona           |  |
| Jornada 9    | Arnau · Samitier · Walter · Sastre · Piera |       |                  | Camp de les Corts · |  |

| 8 abril 1928 | Real Unión Club               | 2 - 3 | FC Barcelona             | Irun                             |  |
| Jornada 10   | Platko (p.p.) · Sagarzazu 60' |       | Samitier 8' 39' · Sastre | Stadium Gal · Montero (Madrid) · |  |

| 15 abril 1928           | FC Barcelona                                         | 7 - 3 | Real Oviedo FC                           | Barcelona                                         |  |
| Quarts de final - anada | Samitier 7' 39' 47' 59' 74' · Sastre 36' · Arnau 83' |       | Barril 50' · Zabala 76' · Caramelero 78' | Camp de les Corts · 45.000 espectadors · Melcón · |  |

| 29 abril 1928             | Real Oviedo FC          | 2 - 2 | FC Barcelona    | Oviedo                                          |  |
| Quarts de final - tornada | Caramelero · Barril 40' |       | Sastre · Arocha | Estadio de Teatinos · Escartín Morán (Madrid) · |  |

| 6 maig 1928        | FC Barcelona                    | 3 - 0 | CD Alavés | Barcelona                     |  |
| Semifinals - anada | Mas · Samitier · Ciriaco (p.p.) |       |           | Camp de les Corts · Murguia · |  |

| 13 maig 1928         | CD Alavés | 0 - 5 | FC Barcelona               | Vitòria                                            |  |
| Semifinals - tornada |           |       | Sastre · Arocha · Samitier | Estadi de Mendizorroza · Escartín Morán (Madrid) · |  |

| 20 maig 1928 | FC Barcelona | 1 - 1 | Reial Societat | Santander                                                                           |  |
| 16:30 Final  | Samitier 53' |       | Mariscal 83'   | Campo de Sports del Sardienro · 18.000 espectadors · Vallana Jeanguenat (Biscaia) · |  |

| 22 maig 1928           | FC Barcelona | 1 - 1 | Reial Societat | Santander                                                                      |  |
| 11:00 Final - desempat | Piera 63'    |       | Kiriki 32'     | Campo de Sports del Sardienro · 15.000 espectadors · Escartín Morán (Madrid) · |  |

| 29 juny 1928           | FC Barcelona                          | 3 - 1 | Reial Societat | Santander                                                       |  |
| 17:00 Final - desempat | Samitier 8' · Arocha 21' · Sastre 25' |       | Zaldua 16'     | Campo de Sports del Sardinero · 17.000 espectadors · Sarancho · |  |